# Ercüment Şahin
Ercüment Şahin (* 1. Oktober 1968 in Bülach, Schweiz) ist ein ehemaliger schweizerisch-türkischer Fußballspieler und -trainer. Trotz seiner nur eineinhalbjährigen Tätigkeit für Bursaspor wird er mit diesem Verein assoziiert. Auf Fan- und Vereinsseite wird er als einer der bedeutenderen Spieler der Klubgeschichte aufgefasst.

## Spielerkarriere

### Verein
Ercüment Şahin kam 1968 als Sohn von türkischen Gastarbeitern im schweizerischen Bülach auf die Welt. Hier begann er mit dem Fußballspielen in den Jugendabteilungen diverser Amateurvereine. Später wechselte er in die Jugend vom FC Bülach. Hier stieg er bei entsprechendem Alter in die erste Mannschaft auf und eroberte sich wenig später einen Stammplatz. Durch seine Leistungen beim FC Bülach wurden mehrere Vereine der oberen Ligen auf Şahin aufmerksam. So wechselte er zum Sommer 1988 in die zweithöchste schweizerische Spielklasse, in die Nationalliga B zum Absteiger FC Zürich. Bereits in seiner zweiten Spielzeit beim FC Zürich, der Spielzeit 1989/90 erreichte Şahin mit seiner Mannschaft die Vizemeisterschaft der Liga und damit den direkten Aufstieg in die Nationalliga A.
Nachdem Şahin bis zum Sommer 1991 für den FC Zürich gespielt hatte, wechselte er innerhalb der Liga zum FC Chiasso. Für diesen Verein spielte er zwei Jahre lang und verließ den Verein nach dem misslungenen Klassenerhalt zum Sommer 1993. Für die Saison 1993/94 kehrte er zu seinem früheren Verein FC Zürich zurück. Hier spielte er zwei weitere Spielzeiten und avancierte er zu einem der erfolgreichsten Stürmer der Liga.
Durch seine vielen Tore in der Schweizer Lia wurden auch türkische Vereine auf Şahin aufmerksam. Nachdem er mit vielen Vereinen in Verbindung gebracht wurde, verpflichtete ihn der westtürkische Erstligist Bursaspor. In diesem Verein bildete Şahin auf Anhieb mit Magid Musisi und Elvir Baljić ein erfolgreiches Offensivgespann. Im vorsaisonlichen UEFA Intertoto Cup 1995 schloss man die Gruppenphase souverän als Tabellenerster der Gruppe 10 ab. Şahin steuerte dabei einen Großteil der Tore bei. Im Achtelfinale traf man auf den griechischen Vertreter OFI Kreta und bezwang diesen mit 2:1. Şahin gelang dabei das Tor zum zwischenzeitlichen 1:1-Ausgleich. Im Viertelfinale traf man auf den Bundesligisten Karlsruher SC. Die vor heimischer Kulisse gespielte Begegnung avancierte zu einem der packendsten und legendärsten Begegnungen der Vereinsgeschichte. In der Partie gelang Karlsruhe durch ein Tor von Thomas Häßler in der 26. Minute die Führung. Später endete die reguläre Spielzeit mit 2:2. In der Nachspielzeit brachte Şahin mit einem gezielten Schuss die 3:2-Führung. Der Schuss war dabei so heftig, dass er das Tornetz zerriss und an der Werbewand aufschlug. Dieser Treffer machte Şahin unter den Fans von Bursaspor unsterblich. Karlsruhe gelang fünf Minuten vor Spielende der Ausgleich. Die Partie entschied Karlsruhe nach Elfmeterschießen 9:8 für sich.
Durch diesen erfolgreichen Start bei Bursaspor stellte Şahin die Erwartungen der Fans sehr hoch. Während der Saison bildete er mit seinem Sturmpartner Magid Musisi eines der erfolgreichsten Stürmerduos der Liga. Şahin erzielte 12 Treffer, während Mususi 13-mal erfolgreich war. Die Saison verlief aber für Bursaspor eher durchwachsen und man beendete die Saison etwas enttäuschend auf dem 9. Tabellenplatz. Der Erfolgstrainer Nejat Biyediç wurde nach dem 28. Spieltag nach einer 2:4-Niederlage gegen Kocaelispor entlassen und bis zum Saisonende durch Sinan Bür ersetzt.
Für die Spielzeit 1996/97 stellte der Vereinsvorstand den Briten Gordon Milne als Trainer ein. Unter diesem Trainer spielte Şahin anfangs regelmäßig. Im Saisonverlauf spannte sich das Verhältnis der beiden an, sodass die Vereinsführung Şahin nahelegte, als Ausleihspieler zu einem anderen Verein zu wechseln. Şahin zeigte sich einverstanden und verließ Ende November 1996 den Verein Richtung Ligakonkurrent Altay Izmir. Bei diesem Verein bekam Şahin einen Stammplatz und traf in 20 Ligabegegnungen einmal.
Da zu Saisonende sein Vertrag mit Bursaspor auslief und keine Vertragsverlängerung zustande kam, einigte sich Şahin mit dem Erstligisten Vanspor. Für diesen Verein spielte er eine Spielzeit lang in der Süper Lig und stieg anschließend in die TFF 1. Lig ab. Hier erreichte man zum Saisonende 1998/99 die Zweitligameisterschaft und damit den direkten Wiederaufstieg in die höchste türkische Spielklasse. Şahin hatte mit 15 Toren in 29 Ligabegegnungen großen Anteil an diesem Erfolg.
Nach diesem Aufstieg zum Sommer 1999 spielte er noch eine halbe Spielzeit für Vanspor und wechselte dann zum Zweitligisten Kombassan Konyaspor. Hier erreichte man zum Saisonende die Play-off-Phase der TFF 1. Lig und verpasste mit dem Viertelfinalaus den Erstligaaufstieg. In der anschließenden Saison wiederholte sich diese Situation.
Für die Saison 2001/02 wechselte er zum Drittligisten Sarıyer SK und spielte hier eine Spielzeit lang. Anschließend kehrte er in die Schweiz zu seinem alten Verein FC Bülach zurück, spielte hier noch eine unbestimmte Zeit lang und beendete dann seine Profifußballerkarriere.

### Nationalmannschaft
Durch seine gezeigten Leistungen bei Bursaspor wurde Şahin vom damaligen Nationalcoach Mustafa Denizli im Rahmen eines Testspiels gegen die Moldawien in den Kader der türkischen Nationalmannschaft nominiert. In dieser Partie vom 14. August 1996 spielte er von Anfang an und absolvierte sein erstes und einziges Länderspiel.

## Trainerkarriere
Nach dem Ende seiner Fußballspielerkarriere wechselte er ins Trainerfach und übernahm als erste Tätigkeit den Posten des Co-Trainers beim Viertligisten Izmirspor. Hier assistierte er seinem ehemaligen Mannschaftskollegen Levent Devrim, mit dem er bei Bursaspor und Konyaspor zusammen spielte. Anschließend betreute er mit Devrim noch İnegölspor.
Zum März 2008 übernahm er den Co-Trainer-Posten beim Zweitligisten Eskişehirspor und assistierte hier seinem alten Trainer Nejat Biyediç. Die Saison 2007/08 beendete man als Play-off-Sieger und erreichte so den Aufstieg in die Süper Lig. Nachdem Biyediç krankheitsbedingt den Verein zum Saisonende verlassen hatte, trennte sich auch Şahin von diesem. Im Oktober übernahm er bei einem Amateurverein den Posten des Cheftrainers und betreute diesen zwei Jahre lang.
Ab Frühjahr 2010 arbeitete er wieder als Co-Trainer von Levent Devrim und betreute mit diesem Kayseri Erciyesspor und TKİ Tavşanlı Linyitspor. Im Jahr 2014 wechselte er dann zusammen mit Levent Devrim zu Ligakonkurrent Orduspor. Der Wechsel in die Schweiz erfolgte im Jahr 2014, wo er als Assistenztrainer beim FC Aarau (Saison 2015/2016) und dem FC Wil (Saison 2016/2017) in der Challenge League war.
Seit Juli 2017 betreut er in der Rolle des Cheftrainers die U17 des FC Zürichs.

## Erfolge

### Als Spieler
FC Zürich
- Vizemeisterschaft der Nationalliga B: 1989/90 und Torschützenkönig mit 31 Toren
- Aufstieg in die Nationalliga A: 1989/90

FC Chiasso
- Aufstieg in die Nationalliga A: 1991/1992, Torschützenkönig mit 27 Toren

Mit Vanspor
- Meisterschaft der TFF 1. Lig: 1998/99
- Aufstieg in die Süper Lig: 1998/99

### Als Co-Trainer
Eskişehirspor
- Play-off-Sieger der TFF 1. Lig: 2007/08
- Aufstieg in die Süper Lig: 2007/08